# Rastafaria triangularis
Rastafaria triangularis är en insektsart som beskrevs av Bouvy 1982. Rastafaria triangularis ingår i släktet Rastafaria och familjen gräshoppor. Inga underarter finns listade i Catalogue of Life.